# Майдан-Бобрик
Майда́н-Бо́брик —  село в Україні, у Іванівській сільській громаді Хмільницького району Вінницької області. Населення становить 160 осіб.

## Географія
Селом протікає річка Бобрик, права притока Південного Бугу.

## Пам'ятки
- Вікові сосни — ботанічна пам'ятка природи місцевого значення.